# Garsa Fwip
Carsa Fwip, chiamata anche Signora Garsa Fwip, o semplicemente Signora Garsa, è un personaggio immaginario che compare nell'universo di Guerre stellari per la prima volta nella miniserie televisiva di Disney+ The Book of Boba Fett.
È una twi'lek proprietaria di un bar cantina e viene introdotta nella puntata pilota della miniserie Capitolo 1: Straniero in terra straniera. II suo personaggio compare in quattro scene in quattro episodi in totale.
Nella trama, la Signora Garsa, esprime il suo tributo e la sua fedeltà a Boba Fett dopo la morte di Jabba the Hutt, ma lui rifiuta il suo omaggio. Inoltre, cerca di calmare il gladiatore Black Krrsantan quando lui inizia un combattimento nella sua cantina, ma senza successo. La sua storia culmina nella penultima puntata Capitolo 6: Dal deserto uno sconosciuto, quando la sua cantina viene distrutta dall'esplosione causata dai Pyke.
Jennifer Beals, interprete della Signora Garsa, ha collaborato alla progettazione del personaggio insieme alla costumista Shawna Trpcic. La sua interpretazione ha ricevuto recensioni contrastanti ma per lo più positive da parte dei critici, sebbene il suo ruolo limitato sia stato criticato come un semplice cameo.

## Apparizioni
Nella puntata Capitolo 1: Straniero in terra straniera di The Book of Boba Fett, la Signora Garsa Fwip viene introdotta come la proprietaria twi'lek di un bar cantina chiamato II Santuario (in inglese The Sanctuary) a Mos Espa su Tatooine. Quando Boba Fett diventa il nuovo daimyô del pianeta, lui e la sua compagna Fennec Shand visitano II Santuario, dove la Signora Garsa fa riempire il casco di Fett con monete come "tributo" (corruzione), ma lui rifiuta.
Nella puntata Capitolo 2: Le tribù di Tatooine, quando i gemelli Hutt arrivano su Tatooine, la Signora Garsa spiega a Fett e Shand che i gemelli sono i cugini di Jabba the Hutt e cercano di riprendersi il suo territorio da Fett.
Nella puntata Capitolo 4: La tempesta incombe, l'ex guardia del corpo dei gemelli Hutt, Black Krrsantan, provoca una rissa nella cantina, strappando un braccio ad un trandoshiano schiavista dopo che la Signora Garsa non riesce a calmarlo, ma lui dopo paga i danni.
La Signora Garsa appare per l'ultima volta nella puntata Capitolo 6: Dal deserto uno sconosciuto in un ruolo silenzioso, quando un gruppo di Pyke lascia un contenitore nella sua cantina, che poi esplode, uccidendola e distruggendo la cantina.

## Caratteristiche
La signora Garsa Fwip è una twi'lek dalla pelle scura, un'umanoide con due lekku, cioè delle appendici simili a tentacoli, sulla parte posteriore della testa. A differenza della maggior parte dei twi'lek schiavi di Tatooine, la Signora Garsa è una ricca proprietaria di una cantina. L'attrice che interpreta il personaggio, Jennifer Beals, ha dichiarato: "La Signora Garsa è straordinaria. Non somiglia ad alcun altro twi'lek che abbiamo visto. È incredibilmente ricca. E i costumi sono straordinari... è chiaro che lei non è schiava di nessuno e che non ha nessun padrone. Ecco perché è una Signora... Hanno persino piante vive su un pianeta in cui l'acqua è un bene prezioso. Questo dimostra quanto sia benestante."

## Sviluppo

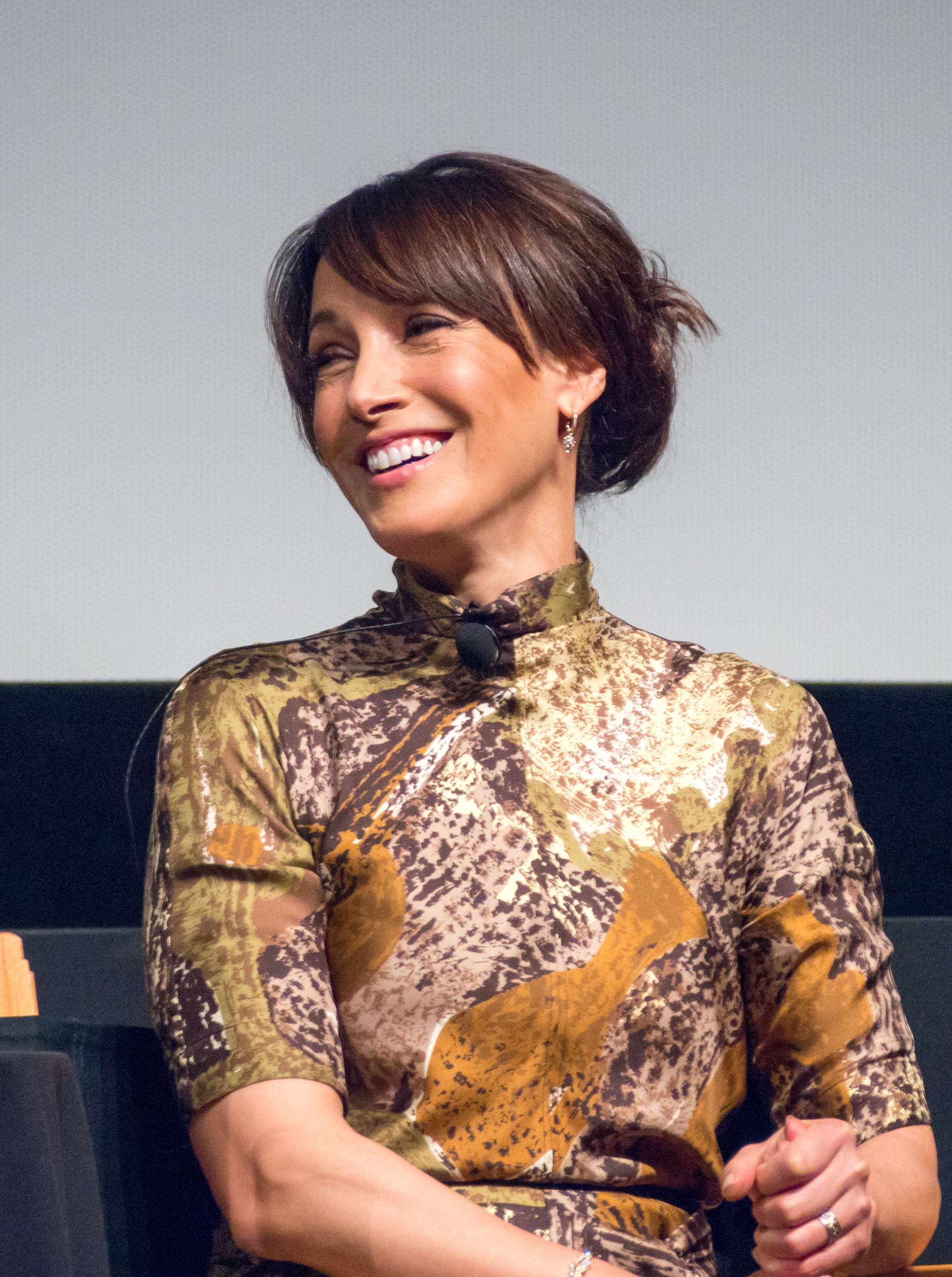
Jennifer Beals

Garsa Fwip è interpretata da Jennifer Beals, che in passato aveva collaborato con il creatore della serie Jon Favreau in Mrs. Parker e il circolo vizioso, e con il regista Robert Rodriguez dell'episodio I cattivi del film a episodi Four Rooms. Dopo aver appreso tramite il suo agente che Favreau le aveva offerto un ruolo nell'universo di Guerre stellari, Jennifer Beals ha effettuato una videochiamata con Rodriguez e Dave Filoni. Durante la chiamata, Filoni e Rodriguez le hanno fornito dettagli sul personaggio che avrebbe interpretato. Beals e Rodriguez hanno paragonato questo personaggio a Rick Blaine, il protagonista del film Casablanca.
Dopo aver ottenuto la parte, credendo che il ruolo fosse per la serie televisiva The Mandalorian, Beals ha dichiarato di averla guardata freneticamente per prepararsi per il ruolo, scoprendo solo dopo essere arrivata sul set che la serie non era The Mandalorian ma un'altra serie di Guerre stellari. La Signora Garsa era originariamente sceneggiata con il nome Master Garsa, ma Beals ha chiesto che venisse cambiato in Signora (Madam) poiché il personaggio cerca di creare un "vero rifugio di bellezza ed equilibrio in un mondo che ne è privo".
In un'intervista con Variety, Beals ha detto di essere stata assunta per interpretare il personaggio di Fwip dopo che suo fratello le aveva appena parlato di The Mandalorian. Mentre era nella stanza, ha sentito il telefono squillare e qualcuno dall'altro capo della linea le ha detto che aveva ottenuto il lavoro per una serie televisiva di Guerre stellari. Successivamente, ha guardato The Mandalorian per farsi un'idea di ciò che avrebbe affrontato. Quando Beals è arrivata sul set per la prima volta, non aveva una chiara comprensione di quale serie facesse parte, ma sapeva com'era il suo personaggio. Nonostante non avesse una conoscenza approfondita di Guerre stellari, ha affrontato il suo ruolo sulla base delle informazioni che aveva sul suo personaggio e ha cercato di adattarsi al contesto della serie.
Durante le riprese di The Book of Boba Fett, Beals stava anche lavorando alla seconda stagione di The L Word: Generation Q e ha descritto i due progetti come mondi completamente diversi.

## Costume
Beals ha collaborato con la costumista di The Book of Boba Fett, Shawna Trpcic, per la creazione dell'abito della Signora Garsa. Durante una conversazione con Trpcic riguardo alla meditazione, Trpcic ha chiesto a Beals se avesse immagini del suo personaggio in meditazione. Beals ha inviato delle immagini e Trpcic le ha incorporate nel design del costume di Fwip. Al fine di suggerire che la Signora Garsa avesse esperienza in combattimento, Beals ha proposto l'aggiunta di una sottile cicatrice che partisse dalla clavicola e arrivasse allo sterno. Uno dei costumi della Signora Garsa prevedeva anche del trucco agli occhi chiamato "occhio di gatto", un dettaglio che Beals ha definito un omaggio a un "riconoscibile segno di bellezza, status, salute e trucco", ispirato a un lignaggio egiziano.
I lekku della Singora Garsa sono stati realizzati da Brian Sipe e Alexei Dmitriew, i quali li hanno adattati alla testa di Beals misurandola per comprendere dove vi sarebbe stata la maggiore pressione e come ciò avrebbe influenzato la sua colonna vertebrale. Hanno scattato fotografie e creato una rappresentazione tridimensionale dei lekku. Il truccatore Alexy Jukic-Prévost ha creato delle stencil per il trucco degli occhi del personaggio da applicare dopo ogni puntata, Beals ha affermato che impiegava meno tempo per prepararsi per The Book of Boba Fett rispetto a The L Word: Generation Q.
Quando le è stato chiesto se fosse difficile mettere e mantenere i suoi lekku, le due appendici tentacolari sulla testa dei twi'lek, l'attrice ha risposto che Brian Sipe e Alexei Dmitriew hanno reso le cose facili rendendo i lekku leggeri e perfettamente equilibrati sulla sua testa.

## Accoglienza
Molti hanno espresso l'idea che Fwip potesse essere il cattivo principale della miniserie. In particolare, Jamie Jirak di ComicBook.com si è dimostrato entusiasta di vedere Beals nel ruolo di Fwip. I fan, a loro volta, sono stati felici di vedere Beals interpretare questo personaggio.
Garsa Fwip ha ricevuto un'accoglienza mista da parte dei critici a causa del suo ruolo secondario nella serie. Screen Rant l'ha inserita al decimo posto tra i migliori personaggi di supporto in The Book of Boba Fett. /Film l'ha classificata anch'essa al decimo posto tra i migliori personaggi della serie, sottolineando che purtroppo Jennifer Beals non ha avuto molte occasioni per mostrare le sue capacità nel ruolo della proprietaria del nightclub twi'lek, ma ciò che è stato presentato era promettente. Tuttavia, Hannah Flint, scrittrice di IGN, è rimasta delusa dalla scelta di Beals per interpretare un personaggio che alla fine si è rivelato di importanza minore e un semplice "cameo", sottolineando che il ruolo non ha portato ad una caratterizzazione più approfondita.